# Johann Gottfried Niedlich

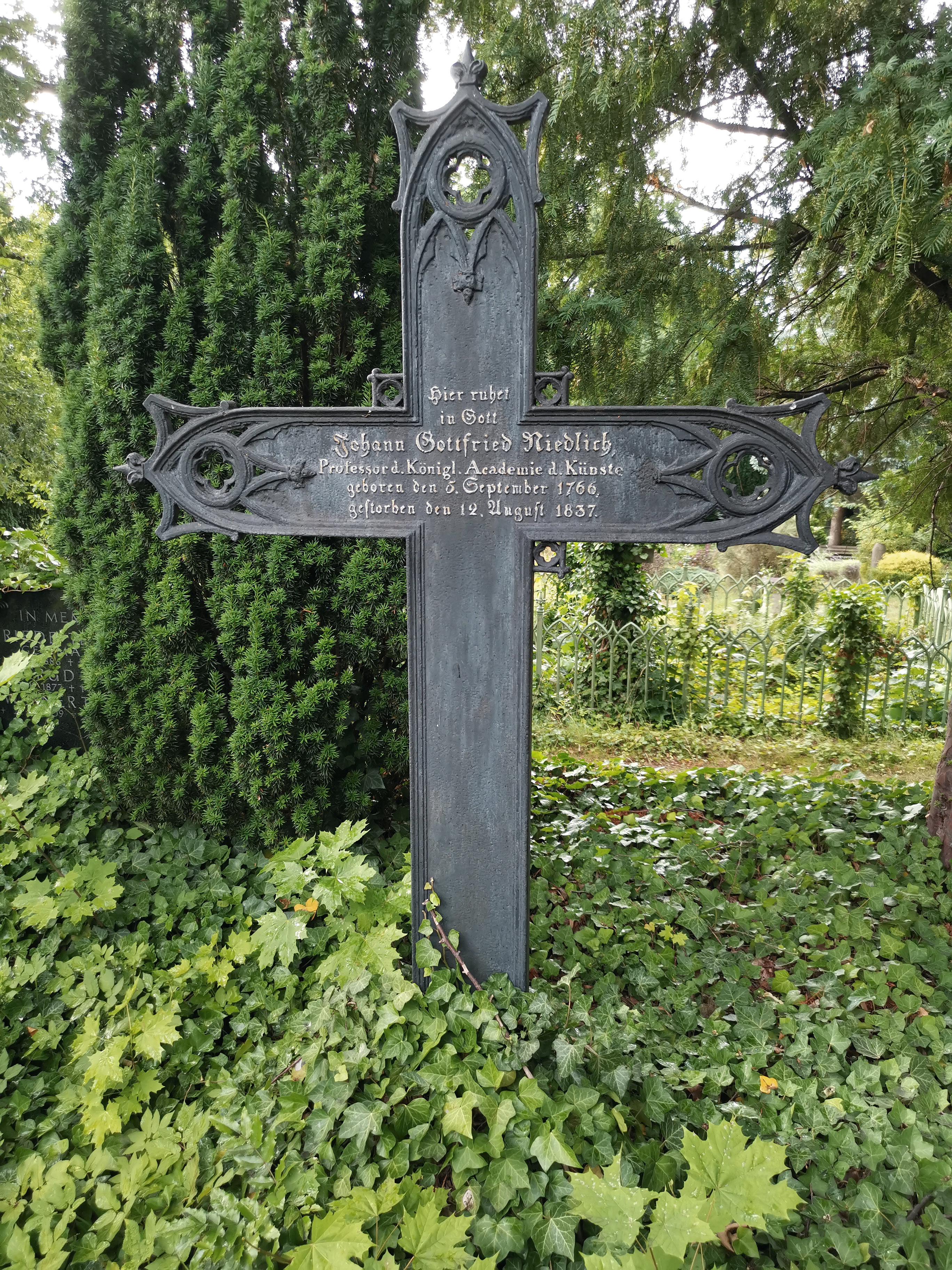
Grab auf dem Friedhof II der Dreifaltigkeitsgemeinde an der Bergmannstraße in Berlin-Kreuzberg

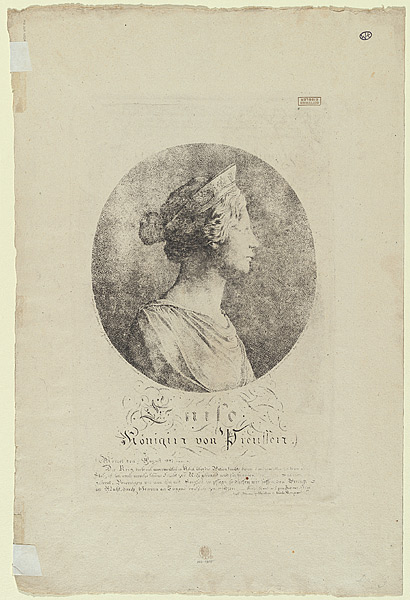
Königin Luise

Johann Gottfried Niedlich (* 5. September 1766 in Berlin; † 12. August 1837 ebenda) war ein Berliner Maler, Zeichner und Kunstpädagoge.
Niedlich studierte an der Preußischen Akademie der Künste in Berlin bei Bernhard Rode und Johann Christoph Frisch. Im Jahre 1789 wurde er als Lehrer an der dortigen Zeichenschule angestellt. 
Die Jahre von 1795 bis 1800 verbrachte er in Italien. Danach kehrte er nach Berlin heim. 
1801 wurde Niedlich zum Professor und Mitglied des Senats der Akademie der Künste ernannt, und  übernahm seit 1821 die Leitung des Zeichenunterrichtes. Zu seinen Schülern gehörten u. a. Eduard Daege, Carl Georg Enslen, Friedrich Jentzen, Carl Friedrich Hampe und Theodor Hildebrandt.
Neben seiner Tätigkeit als Pädagoge schuf er in den Jahren 1800–1824 mehrere Ölbilder, meist Darstellungen aus der griechischen Mythologie. 1802 schuf Niedlich Deckenmalereien im Potsdamer Stadtschloss. Beim Wiederaufbau ausgebrannter Räume des Berliner Nationaltheaters erstellte Niedlich 1818 allegorische Wandmalereien. 
Johann Gottfried Niedlich starb, wenige Wochen vor seinem 71. Geburtstag, am 12. August 1837 in Berlin. Beigesetzt wurde er auf dem Dreifaltigkeitsfriedhof II an der Bergmannstraße. Sein gesockeltes gusseisernes Grabkreuz ist erhalten und das älteste Grabmal dieser Art auf dem Friedhof.